# Alena Veselá
Alena Veselá   (Brno, 7 de juliol de 1923 - Brno, 11 de maig de 2025) va ser una organista i professora de música txeca, filla del químic Vítězslav Veselá.

## Biografia
El 1951, va estudiar orgue a la Facultat de Música de l'Acadèmia Janáček d'Arts Escèniques (JAMU) a Brno. A partir de 1952, va treballar durant gairebé cinquanta anys a la JAMU de Brno (aquí va ser la cap del departament d'instruments de teclat els anys 1986-1990 i la rectora els anys 1990-1997) - entre els seus alumnes més importants hi ha Věra Heřmanová, Kamila Klugarová, Petr Kolař, Zdeněk Nováček, David Postránecký. Va ajudar a reactivar les activitats de l'Associació d'Amics de la Música de Brno a la Filharmònica de Brno. És la presidenta de l'Associació per a la Construcció d'una Sala de Concerts a Brno i participa en l'organització del Festival Internacional de Música de Brno. Va contribuir significativament a la finalització de la reconstrucció de la Casa Beseda a Brno.
Va rebre nombrosos premis, per exemple, medalles d'or de la Universitat de Masaryk i JAMU, dos premis de la ciutat de Brno (1979 i 2001), el premi Czech Music Fund per la promoció de la música txeca contemporània a l'estranger (1980) i el premi de la regió de Moràvia del Sud (2011). En el seu 90è aniversari, el bisbe de Brno Vojtěch Cikrle li va atorgar la medalla de St. Ciril i Metodi. El dimecres 28 d'octubre de 2020, el president Miloš Zeman li va atorgar la Medalla al Mèrit pels seus mèrits en art i educació.